# Santa Maria di Sala
Santa Maria di Sala település Olaszországban, Veneto régióban, Velence megyében. Lakosainak száma 17 378 fő (2023. január 1.). Santa Maria di Sala Borgoricco, Massanzago, Mirano, Noale, Pianiga és Villanova di Camposampiero községekkel határos.

## Népesség
A település népességének változása:
| Lakosok száma | 17 639 | 17 774 | 17 378 |
|               | 2017   | 2018   | 2023   |